# Estonia ai XVIII Giochi olimpici invernali
L'Estonia partecipò ai XVIII Giochi olimpici invernali, svoltisi a Nagano, Giappone, dal 7 al 22 febbraio 1998, con una delegazione di 20 atleti impegnati in cinque discipline.